# Тир (селище)
Тир (нів. Тыр) — селище у складі Ульчського району Хабаровського краю, Росія. Адміністративний центр Тирського сільського поселення.

## Населення
Населення — 590 осіб (2010; 732 у 2002).
Національний склад (станом на 2002 рік):
- росіяни — 69 %